# Isole Orcadi
Le isole Òrcadi (in inglese Orkney Islands; in gaelico scozzese Arcaibh) sono un arcipelago della Scozia, nel Regno Unito. Situate al largo della costa settentrionale della Gran Bretagna, le Orcadi si trovano a 16 km a nord della costa settentrionale di Caithness e comprendono circa 70 isole, di cui 20 sono abitate. L'isola più grande, Mainland, ha un'estensione di 523,25 km², il che la rende la sesta isola più grande della Scozia e la decima più grande dell'arcipelago britannico. L'insediamento maggiore e centro amministrativo è Kirkwall, che conta 7.000 abitanti, possiede un porto rilevante e ospita la Cattedrale di San Magnus. La seconda località è Stromness, sulla costa occidentale di Mainland, con 2.000 abitanti circa, mentre il terzo insediamento è St Margaret's Hope su South Ronaldsay.
Il nome "Orcadi" risale al primo secolo avanti Cristo o addirittura a prima, mentre le isole stesse sono abitate da almeno 8.500 anni. In origine occupate da tribù del Mesolitico e del Neolitico, quindi dai Pitti, le Orcadi furono invase ed annesse dalla Norvegia nel 875 e vi si insediarono i norreni. Il Parlamento di Scozia ri-annesse poi la contea al Regno di Scozia nel 1472, a seguito della mancata corresponsione della dote per la moglie di Giacomo III, Margherita di Danimarca. Le Orcadi contengono alcuni dei più antichi e meglio preservati siti neolitici d'Europa e il "Cuore delle Orcadi neolitiche" è un sito designato Patrimonio dell'umanità dall'UNESCO.
Le Orcadi costituiscono una delle 32 Council areas della Scozia, formano un collegio del Parlamento scozzese, un'area di luogotenenza e una ex contea. Il consiglio locale è il Orkney Islands Council, uno dei tre Consigli della Scozia con la maggioranza dei membri eletti che sono indipendenti.
Oltre a Mainland, gran parte delle isole sono divise in due gruppi: le isole del Nord e le isole del Sud; quasi tutte presentano una base geologica costituita da Old Red Sandstone. Il clima è mite e il suolo è estremamente fertile, pertanto quasi tutta la terra viene coltivata. L'agricoltura è il principale settore dell'economia, ma anche le risorse eoliche e marine stanno crescendo di importanza, in quanto l'isola genera tramite rinnovabili più energia di quanta ne viene richiesta. Gli abitanti locali, conosciuti come orcadiani, parlano un caratteristico dialetto scozzese e hanno ricche tradizioni e folclore. Sulle isole vi è abbondanza di fauna marina e di uccelli.

## Origine del nome

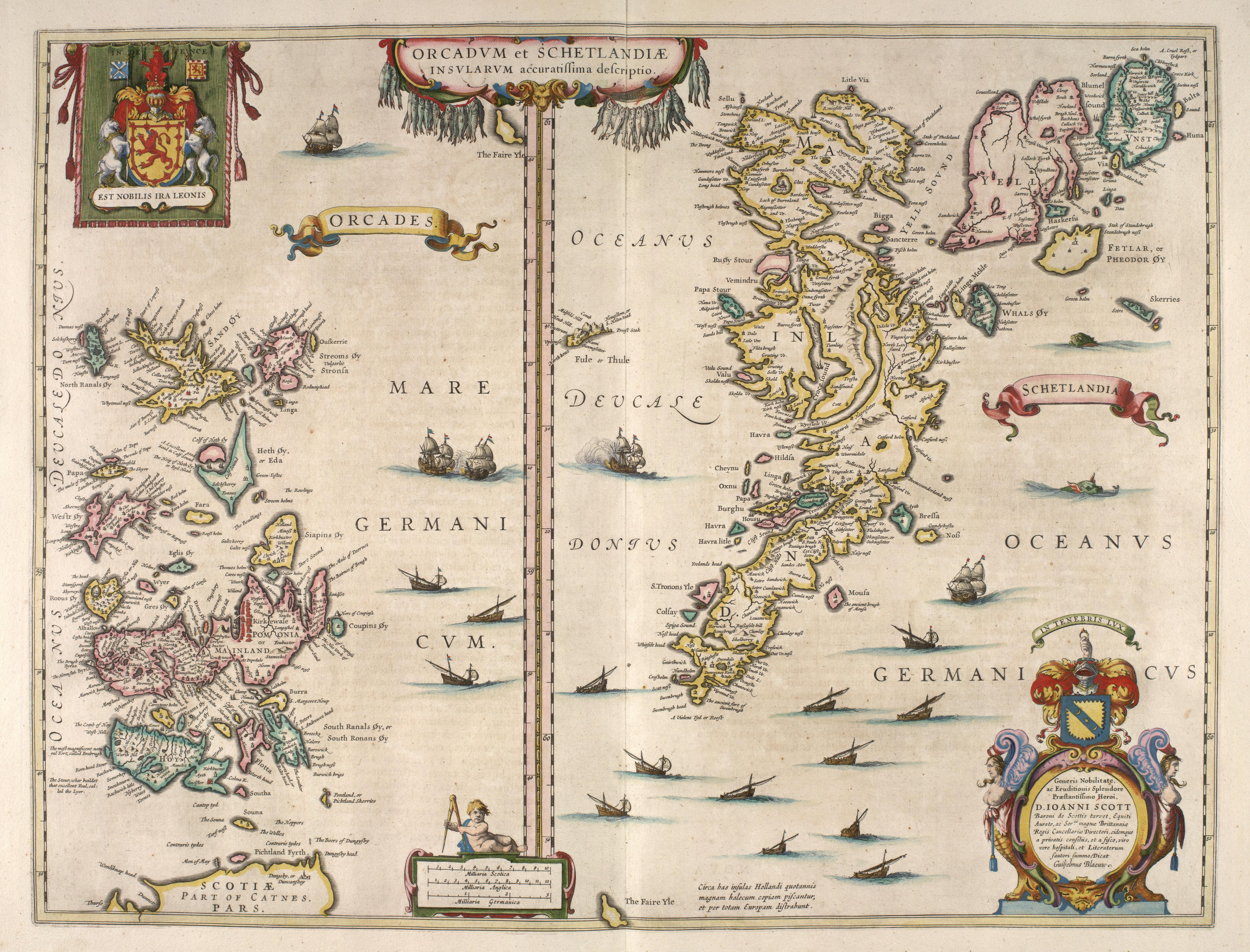
Antica mappa del 1654 di Willem Blaeu con due gruppi di isole con le "Orcades" (Orcadi) a sinistra e "Schetlandia" (Shetland) a destra. Uno stemma in alto a sinistra mostra un leone rosso rampante in uno scudo giallo fiancheggiato da due unicorni. Un secondo stemma araldico si trova in basso a destra sotto l'"Oceanus Germanicus"; questo mostra due sirene che circondano una tavola con una scritta molto piccola, sormontata da uno scudo giallo e blu.

Pitea di Massalia visitò la Gran Bretagna, probabilmente tra il 322 ed il 285 a.C. e la descrisse con una forma triangolare, con una punta settentrionale chiamata Orcas. Questo può riferirsi a Dunnet Head, da cui le Orcadi sono visibili. Scrivendo nel I secolo dopo Cristo, il geografo romano Pomponio Mela chiamò le isole Orcades, come fece anche Tacito nell'anno 98, sostenendo che il suocero Agricola aveva "scoperto e soggiogato le Orcadi, fino ad allora sconosciute" (anche se sia Mela che Plinio il Vecchio avevano fatto riferimento alle isole in precedenza). Gli etimologi interpretano solitamente l'elemento orc- come un nome tribale dei Pitti che significa "giovane maiale" o "giovane cinghiale". Coloro che parlavano l'antico irlandese si riferivano alle isole come Insi Orc ("isola dei maiali"). L'arcipelago è conosciuto come Arcaibh nel moderno gaelico scozzese ed -aibh rappresenta una terminazione prepositiva fossilizzata.
Beda il Venerabile si riferisce alle isole come "Orcades insulae" nella sua opera Historia Ecclesiastica Gentis Anglorum.
I coloni norreni arrivati dal tardo IX secolo ri-interpretarono orc come orkn in norreno, che significa "foca", con l'aggiunta del suffisso ey, "isola". Il nome divenne pertanto Orkneyjar (che significa "isole delle foche"), poi abbreviato in "Orkney" in inglese. Secondo la Historia Norvegiæ, le Orcadi presero il nome da un conte chiamato Orkan.
I norreni conoscevano Mainland come Megenland o come Hrossey (isola del cavallo). L'isola viene a volte chiamata Pomona (o Pomonia), un nome che affonda le radici nella traduzione erronea del XVI secolo di George Buchanan, ma localmente viene poco utilizzata.

## Storia

### Preistoria
Un guscio di nocciola carbonizzato scoperto durante scavi nel 2007 a Tankerness su Mainland risalente al 6820-6600 avanti Cristo indica la presenza di tribù nomadi mesolitiche. I primi insediamenti permanenti conosciuti si trovano a Knap of Howar, un villaggio neolitico sull'isola di Papa Westray risalente al 3500 avanti Cristo. Si pensa che il villaggio di Skara Brae, l'insediamento neolitico meglio preservato d'Europa, sia stato abitato circa dal 1300 avanti Cristo. Gli altri resti di quell'era comprendono le pietre erette di Stenness, la tomba a corridoio di Maeshowe, il Cerchio di Brodgar ed altre pietre erette. Molti villaggi neolitici vennero abbandonati intorno al 2500 avanti Cristo, probabilmente a causa di cambiamenti del clima.
Durante l'età del bronzo furono costruite alcune grandi strutture in pietra, anche se i grandi cerchi cerimoniali continuarono ad essere utilizzati, dato che la lavorazione dei metalli fu introdotta molto gradualmente in Scozia dall'Europa in un periodo abbastanza lungo. Vi sono relativamente pochi siti orcadiani che risalgono a questa era; si può tuttavia osservare un grande tumulo presso il Cerchio di Brodgar e vari siti su molte isole, come Tofts Ness su Sanday ed i resti di due abitazioni su Holm of Faray.

### Età del ferro

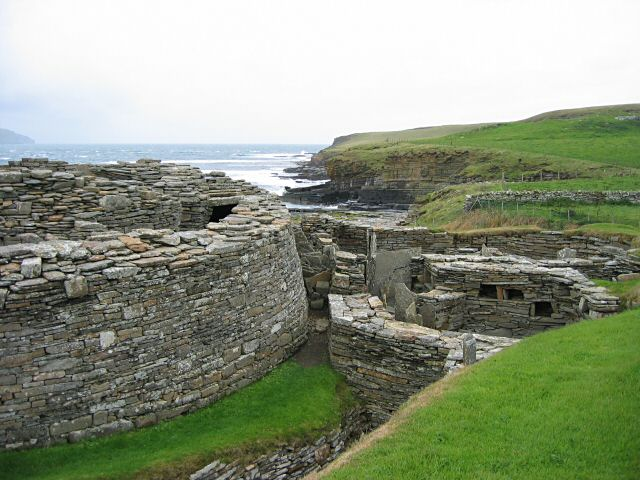
Midhowe Broch sulla costa ovest di Rousay

Scavi a Quanterness su Mainland hanno rivelato una costruzione risalente circa al 700 a.C. e ritrovamenti simili sono stati ottenuti a Bu su Mainland e Pierowall Quarry su Westray. Le più importanti strutture dell'età del ferro sulle Orcadi sono le rovine di una torre circolare di epoca più recente, chiamata "Broch" e gli insediamenti vicini, come il Broch of Burroughston e Broch of Gurness. La natura e l'origine si questi edifici è ancora oggi soggetta a dibattiti; altre strutture del periodo comprendono magazzini sotterranei e case circolari, queste ultime spesso associate ai primi siti di broch.
Durante l'invasione romana della Britannia, il "Re delle Orcadi" fu uno degli 11 leader delle isole che si pensa l'imperatore Claudio sia riuscito a sottomettere nel 43 d.C. a Camulodunum (Colchester). Dopo che la flotta di Agricola vi giunse per poi ripartire, stazionando per un breve periodo a Shapinsay, l'influenza diretta dei Romani sembra sia stata limitata ai commerci piuttosto che alla conquista.
Nella tarda età del ferro le Orcadi erano parte del regno dei Pitti ed anche se i resti archeologici del periodo sono meno maestosi, vi sono ragioni per supporre che i suoli fertili e i ricchi mari delle Orcadi abbiano fornito ai Pitti uno stile di vita privilegiato. I gaeli dalriadici iniziarono ad influenzare le isole verso la fine dell'epoca dei Pitti, principalmente attraverso il ruolo dei monaci missionari celti, come mostrato da diverse isole che recano l'epiteto "Papa" in commemorazione di questi predicatori. Tuttavia, prima che la presenza gaelica potesse stabilizzarsi, i Pitti furono gradualmente spodestati dai norreni sin dalla fine dell'VIII secolo; la natura di questa transizione è controversa e le teorie variano dall'integrazione pacifica alla riduzione in schiavitù e al genocidio.

### Dominio norvegese

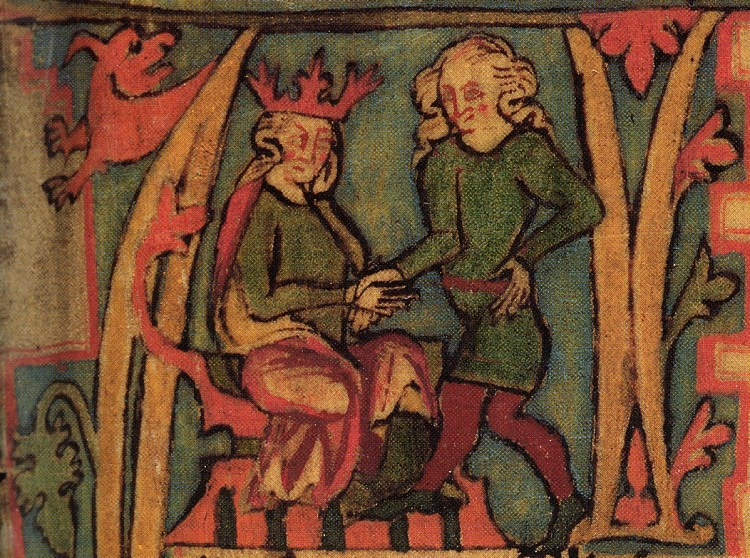
Secondo la Orkneyinga Saga, Harald Hårfagre (sulla sinistra) assunse il controllo delle Orcadi nel 875.

Sia le Orcadi che le Shetland subirono un grande influsso dei coloni norvegesi durante il tardo VIII e l'inizio del IX secolo. I Vichinghi resero le isole il quartier generale delle loro spedizioni piratesche intraprese contro la Norvegia e le coste della terraferma scozzese. In risposta, il re norvegese Harald Hårfagre annesse le Isole del Nord, comprendenti Orcadi e Shetland, nel 875. Questa storia, che appare nella Saga degli uomini delle Orcadi, è basata sui successivi viaggi di Magnus III di Norvegia e alcuni studiosi pensano che i racconti siano apocrifi. Rognvald Eysteinsson ricevette le Orcadi e le Shetland da Harald come contea come risarcimento per la morte del figlio in una battaglia in Scozia per poi passare la contea al fratello Sigurd il Possente.
Tuttavia, la linea di successione di Sigurd sopravvisse per poco e fu Torf-Einarr, figlio di Rognvald avuto da una schiava, che fondò una dinastia che controllò le isole per secoli dopo la sua morte. Egli fu succeduto dal figlio Thorfinn Torf-Einarsson e durante il suo regno il deposto re norvegese Erik Ascia Insanguinata utilizzò le Orcadi come base per le sue scorribande, prima di essere ucciso nel 954. La morte di Thorfinn e il suo seppellimento al broch di Hoza, su South Ronaldsay, portarono ad un lungo periodo di lotta dinastica.

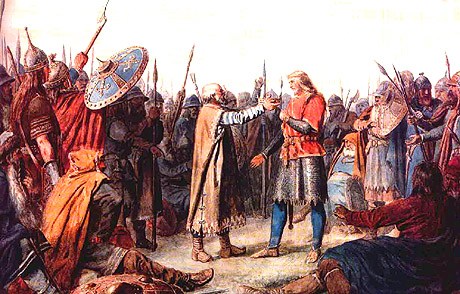
Rivisitazione artistica di Re Olav Tryggvason di Norvegia che cristianizza forzosamente le Orcadi. Dipinto di Peter Nicolai Arbo.

Inizialmente di cultura pagana, le informazioni dettagliate sul ritorno della religione cristiana sulle isole scozzesi nell'era norrena sono elusive. La Orkneyinga Saga suggerisce che le isole furono cristianizzate da Olav Tryggvasson nel 995 quando si fermò a South Walls nel tragitto dall'Irlanda alla Norvegia. Il Re convocò il conte Sigurd il Forte ed ordinò a lui ed a tutti i suoi sudditi di battezzarsi. "Se rifiutate, vi farò uccidere sul posto e giuro che distruggerò ogni isola con ferro e fuoco". Come prevedibile, Sigurd accettò, le isole divennero cristiane ed ebbero il primo vescovo all'inizio dell'XI secolo
Thorfinn il Forte fu uno dei figli di Sigurd e nipote di Re Máel Coluim mac Cináeda (Malcolm II di Scozia). Insieme agli altri figli di Sigurd governò le Orcadi durante la prima metà dell'XI secolo ed estese l'autorità su un piccolo impero marittimo che si estendeva da Dublino alle Shetland. Thorfinn morì intorno al 1065 e i suoi figli Paul ed Erlend gli successero, combattendo nella battaglia di Stamford Bridge nel 1066. Paul ed Erlend non andavano d'accordo e le loro dispute si trasmisero alla generazione successiva. Il martirio di Magnus Erlendsson, Conte delle Orcadi che fu ucciso nell'aprile 1116 dal cugino Haakon Paulsson, portò alla costruzione della Cattedrale di San Magnus, che ancora oggi è una caratteristica distintiva di Kirkwall.

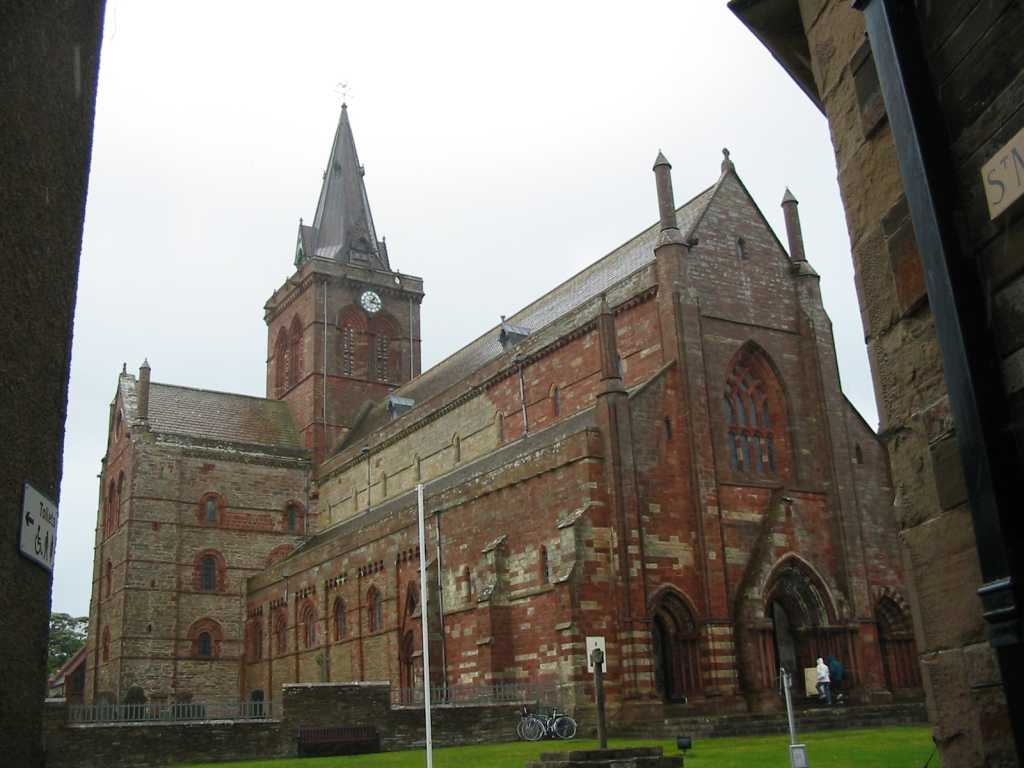
La Cattedrale di San Magnus a Kirkwall

In maniera non consueta, da circa l'anno 1100 in avanti i conti norreni giurarono fedeltà sia alla Norvegia per le Orcadi che alla Corona scozzese in quanto Conti di Caithness. Nel 1231 la linea dinastica dei conti norreni, che continuava sin da Rognvald, terminò con l'assassinio di Jon Haraldsson a Thurso. La Contea di Caithness fu assegnata a Magnus II, secondo figlio del Conte di Angus, che Haakon IV di Norvegia confermò come Conte delle Orcadi nel 1236. Nel 1290 la morte della principessa bambina Margherita di Scozia sulle Orcadi, mentre si trovava in viaggio verso la terraferma scozzese, creò una disputa sulla successione che portò alle guerre d'indipendenza scozzesi. Nel 1379 la contea passò alla famiglia Sinclair, i cui componenti erano anche baroni di Roslin, presso Edimburgo.
Le prove della presenza vichinga sono onnipresenti, e vanno dagli insediamenti presso il Brough of Birsay, alla grande maggioranza dei nomi dei luoghi, 
alle iscrizioni runiche a Maeshowe.

### Dominio scozzese

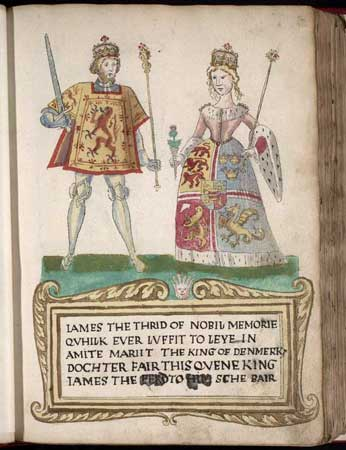
Giacomo III e Margherita, il cui fidanzamento fece passare le Orcadi dalla Norvegia alla Scozia.

Nel 1468 le Orcadi furono date in pegno da Cristiano I, nel suo ruolo di Re di Norvegia, come assicurazione per il pagamento della dote della figlia Margherita, fidanzata con Giacomo III di Scozia. Dato che il denaro non fu mai corrisposto, il collegamento delle isole con la Corona di Scozia è divenuto perpetuo.
La storia delle Orcadi prima di questa epoca è in gran parte la storia della sua aristocrazia governante. Da questo periodo in avanti, le persone comuni emergono con maggiore chiarezza. L'influsso degli imprenditori scozzesi aiutò a creare una comunità differenziata ed indipendente che comprendeva agricoltori, pescatori e mercanti che si definivano comunitas Orcadie e che riuscirono a difendere i loro diritti contro i signori feudali.
Da almeno il XVI secolo, barche provenienti dalla terraferma scozzese e dai Paesi Bassi dominavano la pesca locale delle aringhe. Vi sono poche tracce di una flotta orcadiana fino al XIX secolo, ma essa crebbe rapidamente fino a raggiungere le 700 unità intorno al 1840 con Stronsay e successivamente Stromness che agivano da centri di sviluppo. Il pesce bianco non divenne mai così dominante come avvenne negli altri porti scozzesi.
Nel XVII secolo, gli orcadiani erano la stragrande maggioranza degli impiegati dalla Compagnia della Baia di Hudson in Canada. L'aspro clima delle Orcadi, la reputazione orcadiana della sobrietà e la loro perizia nel gestire le imbarcazioni li resero i candidati ideali per i rigori del nord canadese. Durante questo periodo, la combustione delle alghe divenne il perno dell'economia delle isole: ad esempio, a Shapinsay, furono prodotte oltre 3000 tonnellate all'anno di alghe combuste per produrre il carbonato di sodio, che apportarono 20 000 sterline all'economia locale. Questa industria crollò nel 1830 dopo la rimozione delle tasse sugli alcali d'importazione.
I miglioramenti nell'agricoltura all'inizio del XVII secolo portarono alla recinzione dei campi e, nell'epoca vittoriana, alla nascita di grandi fattorie ben gestite che utilizzavano la rotazione quinquennale e producevano bestiame di ottima qualità.
Nel XVIII secolo, con l'insurrezione giacobita, le Orcadi tendevano a simpatizzare con i giacobiti. Al termine della ribellione nel 1715, un grande numero di giacobiti che erano scappati verso nord dalla Scozia cercarono rifugio sulle Orcadi e furono aiutati a mettersi in salvo in Svezia. Nel 1745 i lord giacobiti delle isole assicurarono che le isole sarebbero rimaste giacobite, e le resero un porto sicuro per l'arrivo delle merci dalla Spagna come supporto alla causa. Le Orcadi furono l'ultimo luogo dell'arcipelago britannico in cui resistettero i giacobiti e non furono riconquistate dal governo britannico fino al 24 maggio 1746, oltre un mese dopo la sconfitta del principale esercito giacobita a Culloden.

### XX secolo

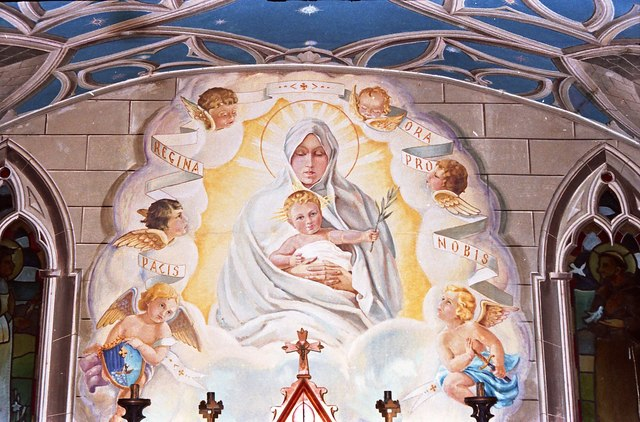
La Italian Chapel su Lamb Holm fu costruita e decorata da prigionieri di guerra italiani che lavoravano sulle Churchill Barriers.

Le isole Orcadi furono la sede di una base della Royal Navy presso Scapa Flow, che giocò un ruolo fondamentale nella prima e nella seconda guerra mondiale. Dopo l'Armistizio del 1918, la Hochseeflotte tedesca fu trasferita interamente a Scapa Flow per attendere una decisione sul suo futuro. I marinai tedeschi aprirono i boccaporti e affondarono tutte le navi, molte delle quali furono salvate, ma le restanti non furono recuperabili e rimangono ancora oggi un luogo interessante per molti sommozzatori. Un mese dopo lo scoppio della seconda guerra mondiale, un U-Boot tedesco affondò la nave da battaglia della Royal Navy HMS Royal Oak (08) a Scapa Flow. Di conseguenza, furono costruite le Churchill Barriers per chiudere quasi tutti i canali di accesso. Queste barriere ebbero il vantaggio aggiuntivo di creare strade sopraelevate che permettevano ai viaggiatori di spostarsi tra le isole via strada, anziché essere obbligati ad utilizzare i traghetti. Le barriere furono costruite da prigionieri di guerra italiani, che costruirono ed ornarono anche la Italian Chapel.
Durante la seconda guerra mondiale, i politici della Norvegia sotto occupazione nazista chiesero alle autorità tedesche di invadere le Orcadi, dato che Norvegia stava cercando nuove opportunità di espansione.
La base della marina venne dismessa dopo la guerra, chiudendo definitivamente nel 1957. Il problema del declino della popolazione fu significativo negli anni post-bellici, anche se negli ultimi decenni del XX secolo vi fu un aumento e la vita sulle Orcadi tornò a basarsi sulla crescente prosperità e l'emergenza di una società relativamente senza classi. Le isole Orcadi, nel 2013 e nel 2014, sono state classificate come il miglior posto in cui vivere della Scozia, secondo il rapporto di Halifax Quality of Life.

### Andamento della popolazione
Nell'era moderna, la popolazione toccò il suo massimo a metà del XIX secolo con poco oltre 26.000 persone e declinò poi per un secolo, fino al minimo di 17.000 negli anni '70. Le diminuzioni furono particolarmente significative nelle isole più esterne, alcune delle quali rimangono vulnerabili ad ulteriori discese della popolazione. Nonostante le Orcadi siano per molti versi distinte dalle altre isole e dagli altri arcipelaghi della Scozia, queste tendenze sono molto simili a quelle verificatesi altrove. La popolazione dell'arcipelago crebbe dell'11% nel decennio fino al 2011, come registrato dal censimento di quell'anno. Durante lo stesso periodo, la popolazione delle isole scozzesi crebbe nel complesso del 4%, fino a 103.702 persone.

## Geografia fisica

### Territorio

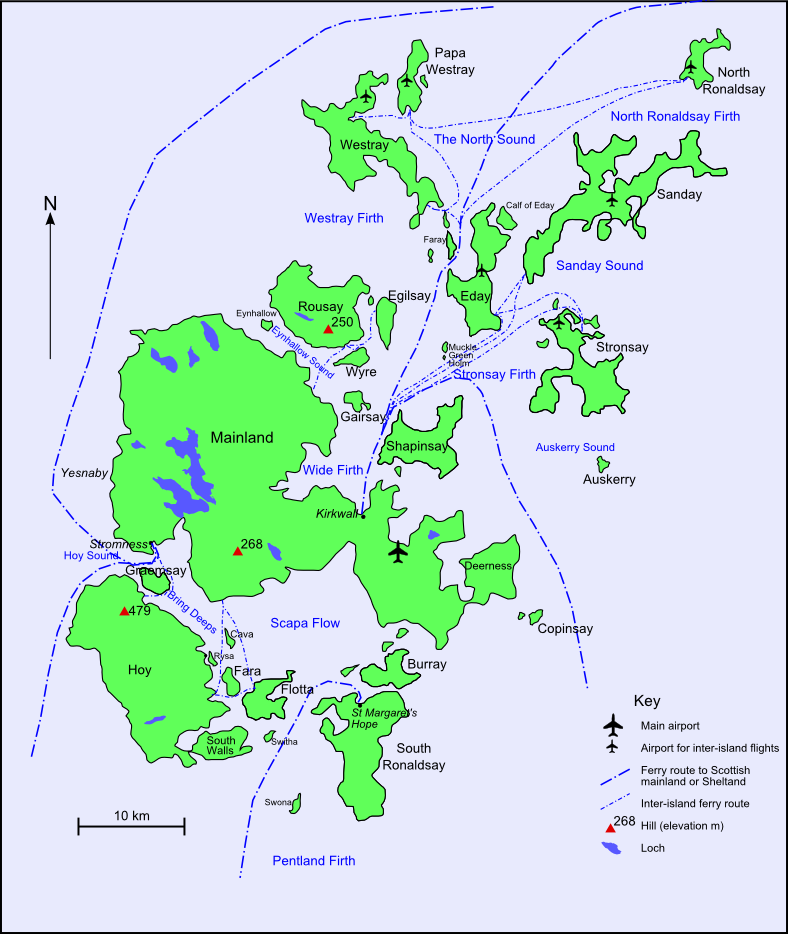
Cartina delle Orcadi che mostra le principali linee di trasporto

Le isole Orcadi sono separate dalla terraferma scozzese dal Pentland Firth, una striscia di mare larga 10 km situata tra Brough Ness sull'isola di South Ronaldsay e Duncansby Head a Caithness. Le Orcadi sorgono tra 58°41′ e 59°24′ nord, e tra 2°22′ e 3°26′ ovest, per una distanza massima di 80 km tra nord-est e sud-ovest e 47 km da est a ovest, e coprono 975 km².
Le isole non hanno grandi elevazioni, ad eccezione di alcune colline in arenaria su Hoy, Mainland e Rousay, e alcune costiere frastagliate su alcune coste occidentali. Quasi tutte le isole hanno loch, ma i corsi d'acqua sono costituiti principalmente da torrenti che provengono dalle alture. Le linee costiere sono molto accidentate, e le isole sono divise l'una dall'altra da stretti generalmente chiamati sound o firth.
Le correnti di marea al largo di molte isole sono veloci, con frequenti mulinelli. Si annota la quasi totale assenza sulle isole di alberi, tale assenza dà anche motivo della presenza frequente di venti violenti anche al suolo.

### Clima
Le isole Orcadi hanno un clima temperato fresco e, in maniera peculiare, esso è estremamente mite e costante per una tale latitudine settentrionale, a causa della corrente del Golfo. La temperatura media durante l'anno è di 8 °C; in inverno la media è di 4 °C e in estate di 12 °C.
Le precipitazioni medie annue variano da 850 mm a 940 mm. I venti sono una caratteristica fondamentale del clima, ed anche in estate vi sono brezze costanti. In inverno invece i venti sono frequenti e forti, con una media di 52 ore di burrasca rilevate annualmente.
Per i turisti, una delle caratteristiche affascinanti delle isole sono le estati "senza buio"; nel solstizio d'estate, il sole sorge alle 03:00 e tramonta alle 21:29 GMT, e non vi è mai completa oscurità. Questo lungo crepuscolo è conosciuto nelle isole del Nord come "simmer dim". Le notti invernali sono invece lunghe: nel solstizio d'inverno, il giorno più breve, il sole sorge alle 9:05 e tramonta alle 15:16. In questo periodo dell'anno, durante gli stadi dell'aurora, si può occasionalmente osservare sull'orizzonte nord il fenomeno dell'aurora polare.

## Isole

### Mainland

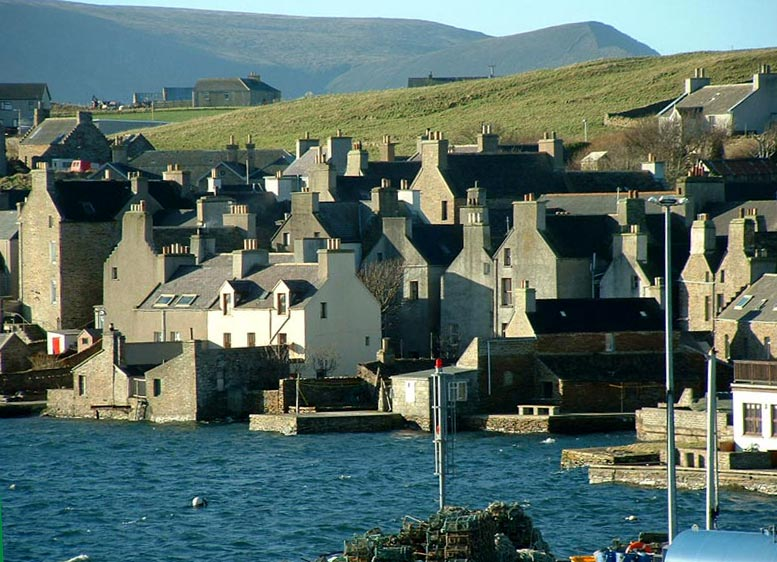
Stromness su Mainland è il secondo maggiore centro delle Orcadi.

Mainland è la maggiore isola delle Orcadi; entrambi i burgh dell'arcipelago, Kirkwall e Stromness sono su quest'isola, che rappresenta anche il centro del sistema di trasporti delle Orcadi, con traghetti e collegamenti aerei con le altre isole e con il mondo esterno. L'isola è più densamente popolata delle altre, in quanto comprende il 75% della popolazione delle Orcadi, ed è molto fertile per l'agricoltura. Mainland è divisa in aree chiamate East e West Mainland, che sono determinate a seconda che il territorio si trovi ad est o ad ovest di Kirkwall. Il cuore dell'isola sorge ad ovest di Kirkwall, mentre la parte orientale è meno estesa. Le parrocchie civili di West Mainland sono Stromness, Sandwick, Birsay, Harray, Stenness, Orphir, Evie, Rendall e Firth. Quelle di East Mainland sono St Ola, Tankerness, St Andrews, Holm e Deerness.
L'isola non presenta grandi alture, specialmente East Mainland, ma ha scogliere sulla costa nord e ovest e due loch di dimensione ragguardevole: il Loch of Harray ed il Loch of Stenness. Mainland comprende i resti di numerose costruzioni neolitiche dei Pitti e dei Vichinghi; quattro dei principali siti neolitici sono compresi nel sito patrimonio dell'umanità del Cuore delle Orcadi neolitiche, sin dal 1999.
Le altre isole dell'arcipelago sono classificate come "settentrionali" o "meridionali" rispetto a Mainland. Le eccezioni sono costituite dalle isolette remote di Sule Skerry e Sule Stack, che sorgono a circa 60 km ad ovest dell'arcipelago, ma fanno parte delle Orcadi a fini amministrativi. Nei nomi delle isole, il suffisso "a" o "ay" rappresenta la terminazione norrena ey che significa "isola"; quelle denominate Holm sono molto piccole.

### Le isole settentrionali

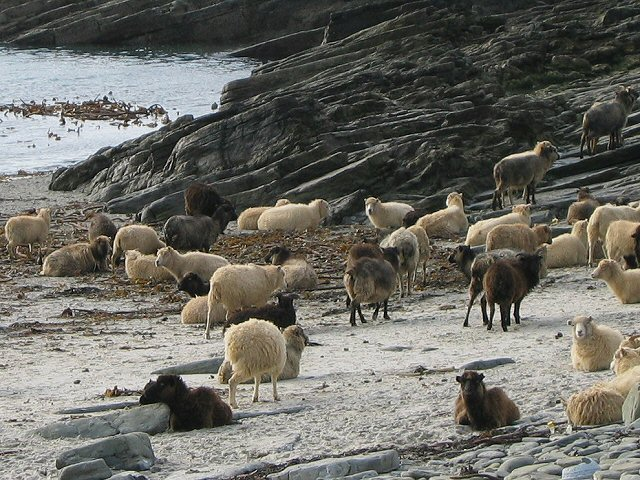
Le pecore di North Ronaldsay sono ovini selvatici che si sono evoluti fino a cibarsi di alghe e la loro composizione genetica unica le rende interesse dei conservazionisti.

Il gruppo settentrionale delle isole è il più numeroso e consiste di un gran numero di isole di dimensioni modeste, collegate a Mainland via traghetto o aereo. L'agricoltura, la pesca e il turismo costituiscono le principali fonti di reddito per la maggior parte della cittadinanza.
L'isola più a nord è North Ronaldsay, che sorge 4 km oltre l'isola più vicina, Sanday; ad ovest sorge Westray, con una popolazione di 550 persone. Essa è collegata via traghetto e via aerea a Papa Westray, anche conosciuta come "Papay". Eday si trova al centro delle Isole del Nord; al centro dell'isola si trova la brughiera e le principali industrie sono l'estrazione della torba e l'escavazione del calcare.
Rousay, Egilsay e Gairsay si trovano a nord di West Mainland, al di là dell'Eynhallow Sound. Rousay è conosciuta per i suoi antichi monumenti, tra cui il cairn di Quoyness, mentre Egilsay ha le rovine dell'unica chiesa a torre rotonda delle Orcadi. Wyre, a sud-est, comprende il sito del Castello di Cubbie Roo. Stronsay e Papa Stronsay si trovano molto più ad est, al di là dello Stronsay Firth; Auskerry si trova a sud di Stronsay ed ha una popolazione di sole cinque persone. Shapinsay e il suo Balfour Castle si trovano ad una breve distanza verso nord da Kirkwall.
Le altre piccole isole disabitate delle Isole del Nord sono: Calf of Eday, Damsay, Eynhallow, Faray, Helliar Holm, Holm of Faray, Holm of Huip, Holm of Papa, Holm of Scockness, Kili Holm, Linga Holm, Muckle Green Holm, Rusk Holm e Sweyn Holm.

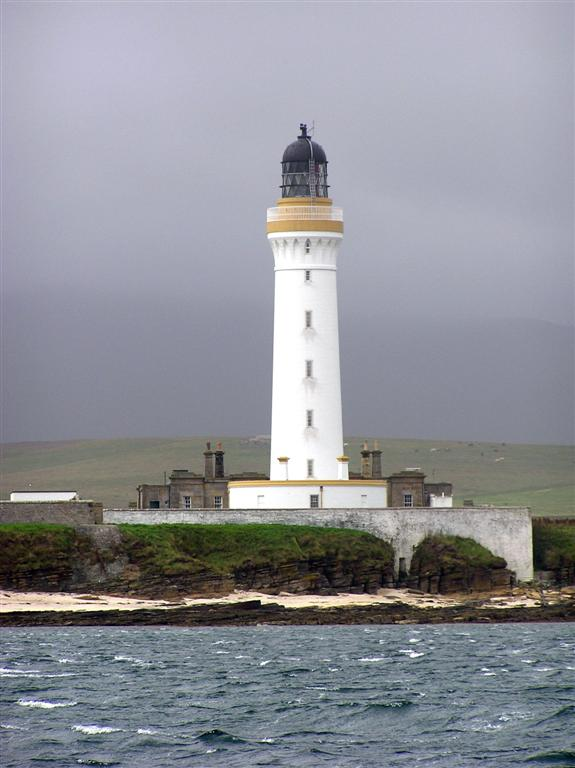
Il faro di Hoy su Graemsay

### Le isole meridionali
Il gruppo meridionale delle isole circonda Scapa Flow; Hoy è la seconda isola maggiore delle Orcadi e Ward Hill, nella sua parte settentrionale, risulta essere il picco a maggiore elevazione dell'arcipelago, mentre Old Man of Hoy è un faraglione molto conosciuto. Burray sorge ad est di Scapa Flow ed è collegata tramite una strada elevata a South Ronaldsay, che ospita diversi eventi culturali, come il Festival dei Cavalli e la gara di aratri svolta dai ragazzi il terzo sabato di agosto. A South Ronaldsay si trova anche la Tomba delle Aquile, di epoca neolitica. Graemsay e Flotta sono collegate a Mainland e Hoy via traghetto e Flotta in particolare è nota per il suo grande porto petrolifero. South Walls contiene una torre Martello del XIX secolo ed è collegata ad Hoy via aerea. South Ronaldsay, Burray, Glims Holm e Lamb Holm sono collegate via strada a Mainland tramite le Churchill Barriers.
Le isole meridionali disabitate sono: Calf of Flotta, Cava, Copinsay, Corn Holm, Fara, Glims Holm, Hunda, Lamb Holm, Rysa Little, Switha e Swona. Le Pentland Skerries si trovano molto più a sud, vicine alla terraferma scozzese.

## Geologia

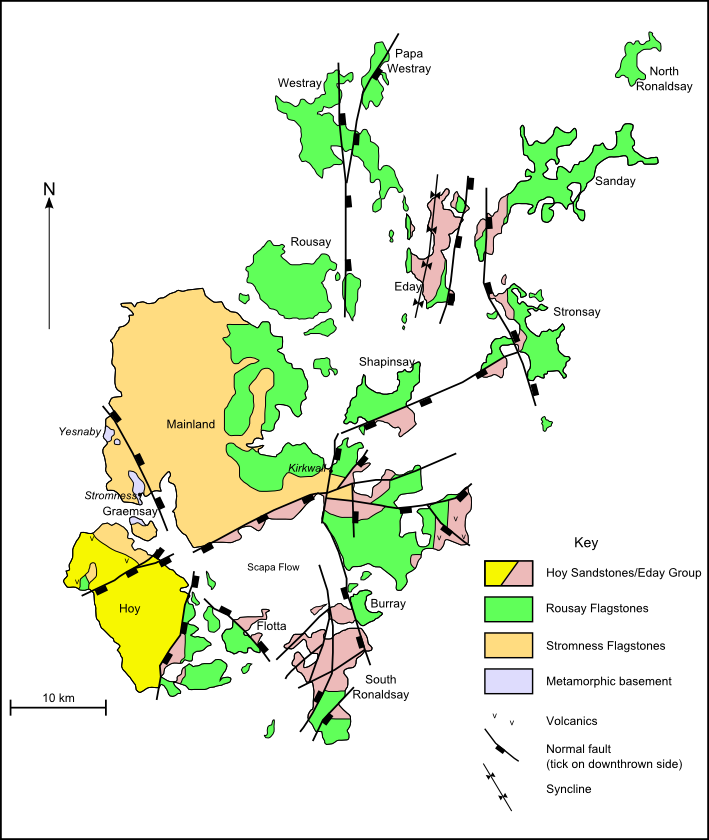
Geologia delle Orcadi

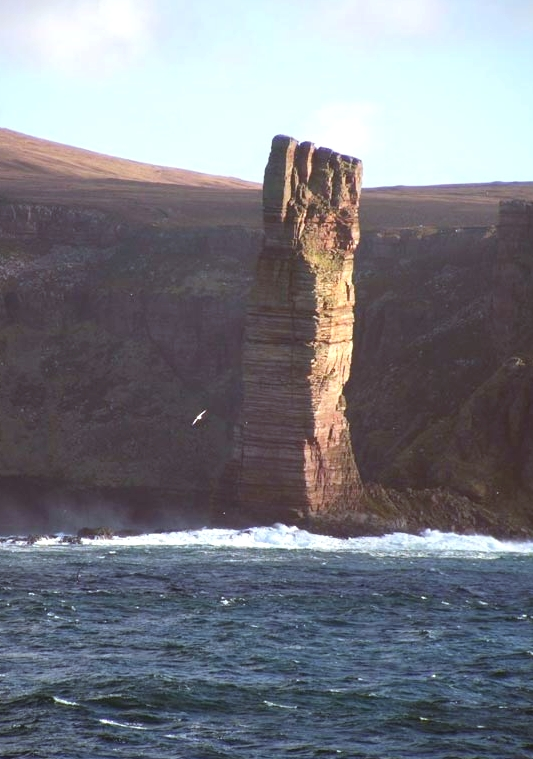
Old Man of Hoy

La roccia superficiale che compone le Orcadi è quasi interamente composta da Old Red Sandstone, principalmente del Medio Devoniano. Come nella vicina contea di Caithness, situata sulla terraferma scozzese, questa arenaria giace sopra una roccia metamorfica della serie Moine, come si può vedere su Mainland dove è scoperta una stretta striscia tra Stromness e Inganess, e anche nella piccola isola di Graemsay; sono presenti gneiss grigio e granito.
Il Medio Devoniano è diviso in tre principali gruppi; la parte più bassa della sequenza, di età eifeliana, è dominata da letti lacustri di sedimenti di Stromness che si sono depositati nel Lago Orcadie. L'ultimo strato di Rousay si trova attraverso gran parte delle isole settentrionali e meridionali e su East Mainland.
Old Man of Hoy è costituito da arenaria dell'alto gruppo Eday, in lastre fino a 800 metri di spessore. Si trova su uno strato di lose inclinate, ed è motivo di discussioni e dibattiti.
Le rocce del Devoniano e anche quelle più antiche che si trovano sulle Orcadi sono tagliate da una serie di faglie in direzione WSW-ENE e N-S, molte delle quali erano attive durante la deposizione delle sequenze devoniane. Una grande piega sinclinale attraversa Eday e Shapinsay, con asse nord-sud.
Sulla parte occidentale di Hoy si trovano rocce effusive basaltiche, ma anche a Deerness sulla parte orientale di Mainland e su Shapinsay. La correlazione tra le rocce vulcaniche di Hoy e le altre due è stata proposta, ma le differenze nella loro chimica danno ancora incertezza alle teorie. su tutte le Orcadi si trovano dicchi lamprofiri del tardo Permiano.
La striatura glaciale e la presenza di gesso e massi erratici originari dai basamento del Mare del Nord dimostrano l'influenza dell'azione del ghiaccio nella geomorfologia delle isole. Massi di argilla sono inoltre abbondanti e le morene ricoprono aree significative.

## Politica
Le Orcadi sono rappresentate alla Camera dei Comuni come parte del collegio Orcadi e Shetland, che elegge un deputato; l'attuale rappresentante è Alistair Carmichael. Questo seggio è detenuto dai Liberal Democratici sin dal 1950, il periodo più lungo di rappresentanza di questo partito di tutto il Regno Unito.
Nel Parlamento scozzese, il collegio delle Orcadi elegge un deputato con il sistema uninominale a turno unico; l'attuale deputato è Liam McArthur dei Liberal Democratici. Prima di McArthur, il deputato scozzese era Jim Wallace, che era stato Vice Primo Ministro della Scozia. Le Orcadi si trovano nella regione elettorale denominata "Highlands e Isole".
Il Consiglio delle Isole Orcadi consiste di 21 membri, dei quali tutti sono indipendenti, cioè non sono rappresentanti di un partito politico.
Il Movimento per le Orcadi, un partito politico che ha sostenuto la devoluzione per le Orcadi dal resto della Scozia, si è presentato alle elezioni generali nel Regno Unito del 1987 come Orkney and Shetland Movement (una coalizione del movimento per le Orcadi e il suo equivalente per le Shetland). Il Partito Nazionale Scozzese scelse di non contendere il seggio per dare al movimento maggiore libertà. Il candidato, John Goodlad, arrivò quarto con 3.095 voti, il 14,5%, ma l'esperimento non fu ripetuto.
Al referendum sull'indipendenza della Scozia del 2014 il 67,2% dei votanti delle Orcadi ha votato "No" alla domanda se la Scozia avrebbe dovuto essere uno stato indipendente, il che ha rappresentato la più alta percentuale di voti contrari di ogni altra suddivisione della Scozia. L'affluenza al referendum fu dell'83,7% nelle Orcadi, con 10.004 voti contro l'indipendenza, a fronte dei 4.883 voti per l'indipendenza.